# Falkenstein/Vogtl.
Falkenstein/Vogtl., Falkenstein/Vogtland – miasto w Niemczech, w kraju związkowym Saksonia, w okręgu administracyjnym Chemnitz, w powiecie Vogtland, siedziba wspólnoty administracyjnej Falkenstein (Vogtland).

## Współpraca
Miejscowości partnerskie:
- Falkenstein, Bawaria
- Falkenstein, Nadrenia-Palatynat
- Harnes, Francja
- Oberndorf am Neckar, Badenia-Wirtembergia
- Stein, Bawaria
- Strawczyn, Polska